# 松竹路

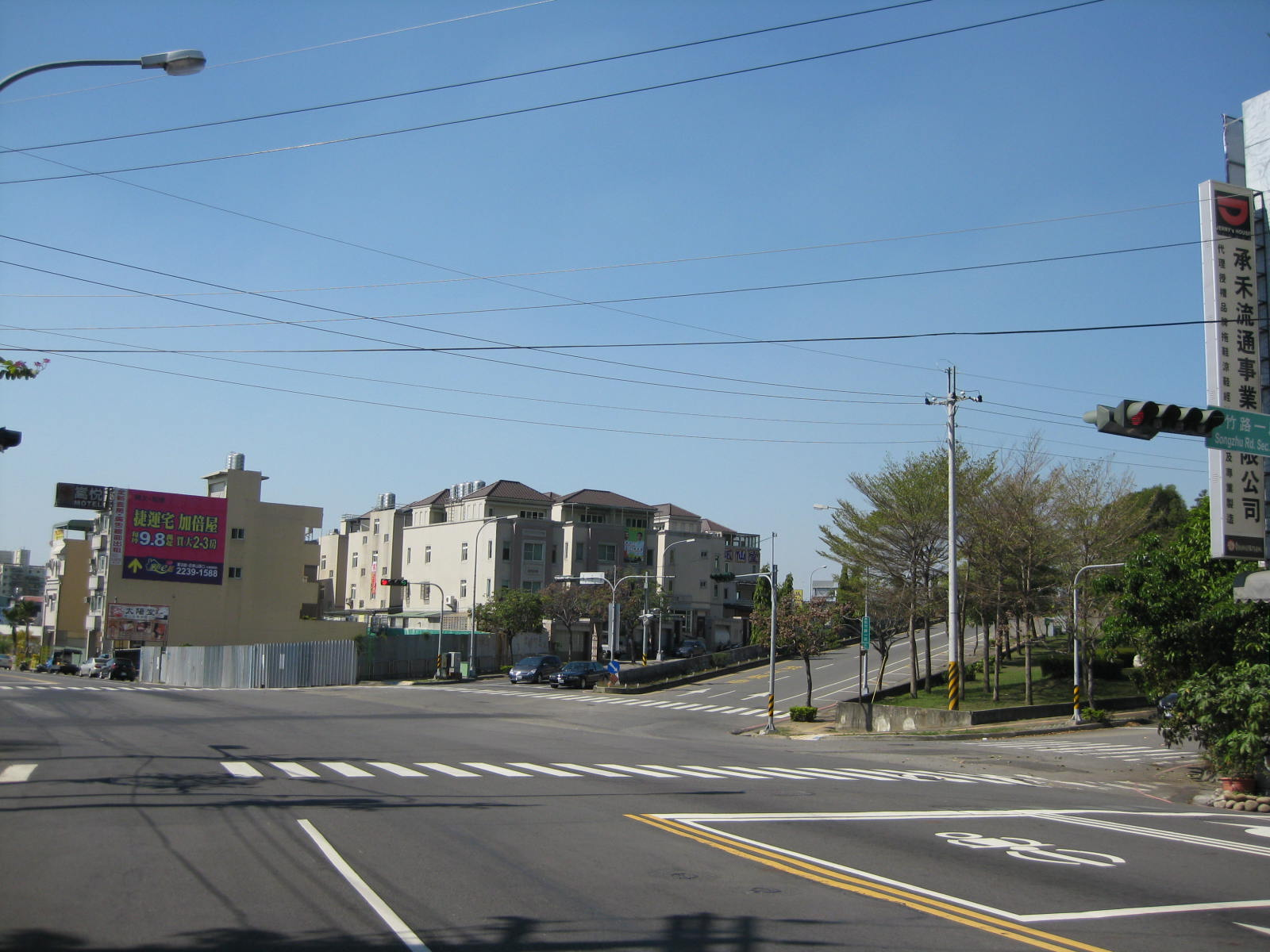
松竹路、東山路口，圖左即東山路。

松竹路為臺灣臺中市的重要道路之一。全線皆位於北屯區境內，起於祥順路二段、止於環中路。大致呈東西向，過后庄路後轉為南北向，全線配置雙向四車道及中央綠化安全島。台中捷運綠線即沿北屯路以東路段興建，北屯機廠亦設於旱溪西路口處。

## 歷史
- 2001年9月：松竹路高架橋通車。
- 2011年12月31日：台74線快速公路松竹交流道通車。
- 2013年7月：松竹路道路由東山路延伸至祥順路[1]
- 2014年2月15日：配合鐵路高架化以及台中捷運綠線興建工程，松竹陸橋開始拆除工程。[2]
- 2014年3月16日：開放松竹臨時平交道及兩側平面道路供往來鐵路東西向車輛限高3.30M通行，預計2014年4月15日完成平面道路。[3]

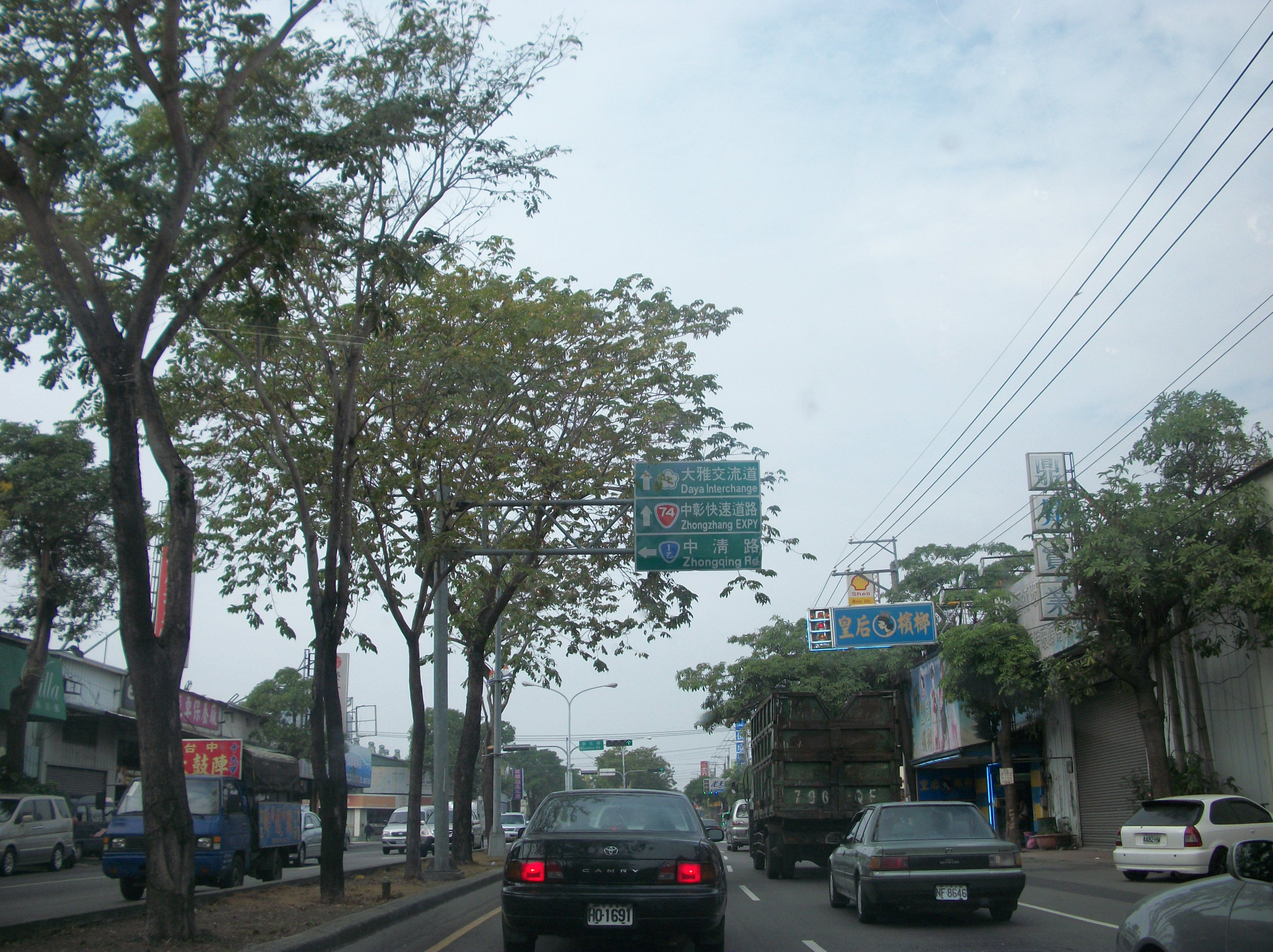
松竹路三段
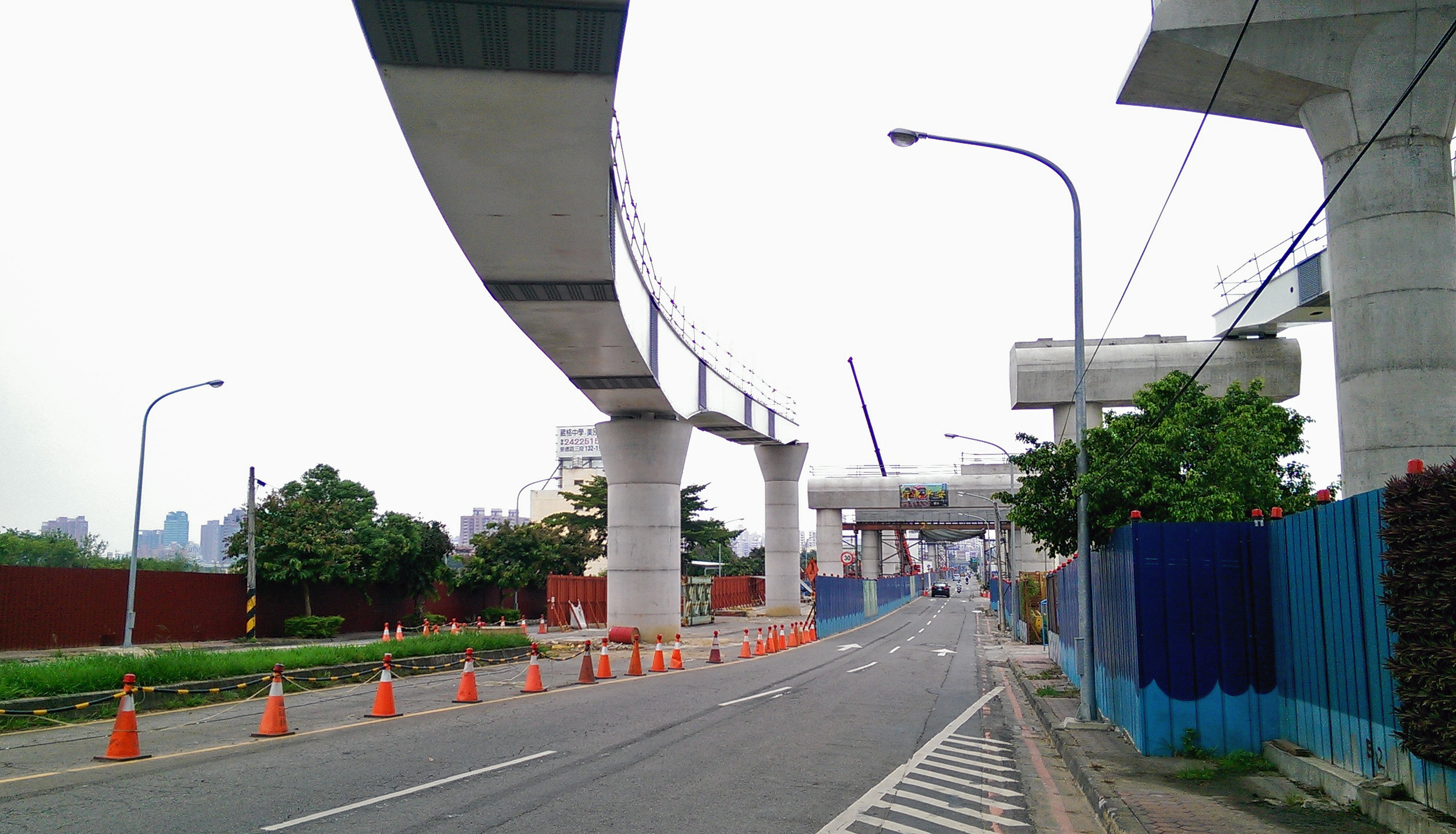
松竹路一段與台中捷運綠線工程
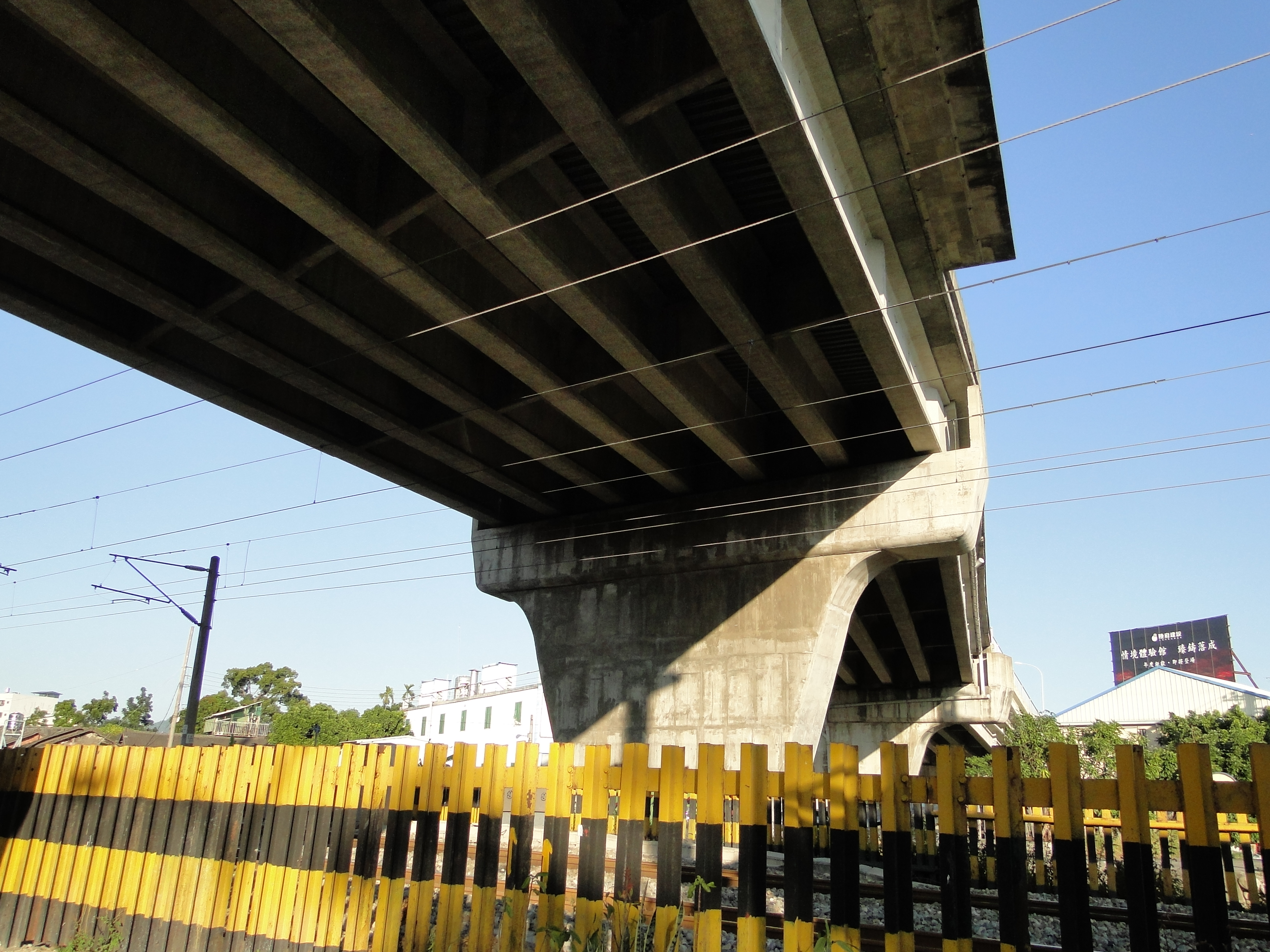
北屯路、松竹路口上方高架橋即松竹陸橋，跨越台鐵台中線，2014年拆除

## 行經行政區域
北屯區

## 分段
- 一段：祥順路二段－北屯路
- 二段：北屯路－崇德路二段／三段
- 三段：崇德路二段／三段－環中路一段

## 本道路客運
| 編號 | 業者     | 路線                        | 行駛區間              |
| ---- | -------- | --------------------------- | --------------------- |
| 8    | 台中客運 | 臺中刑務所演武場－逢甲大學  | 興安路－四平路        |
| 28   | 台中客運 | 坪頂－四張犁圖書館          | 崇德路－四平路        |
| 72   | 台中客運 | 嶺東科技大學－慈濟醫院      | 旱溪西路－崇德路      |
| 77   | 統聯客運 | 統聯轉運站－慈濟醫院        | 旱溪西路－北屯路471巷 |
| 800  | 中鹿客運 | 捷運北屯總站－仁友停車場    | 旱溪西路－北屯路      |
| 922  | 四方客運 | 北屯區行政大樓－大坑9號步道 | 崇德路－旱溪東路      |
| 956  | 捷順交通 | 豐原東站－光華高工          | 北屯路－環中東路      |

## 沿線設施
（由東到北）
| | |
| 一段 - 祥順路二段（接續） - 新都生態公園 東山路一段 - 南普陀寺 環中東路 台74線快速公路22 松竹松竹交流道 - 軍功公園 軍功路二段 旱溪東路三、四段 旱溪 旱溪西路三、四段 - 台中捷運綠線北屯機廠 - 台中捷運公司總部 - 北屯線機廠及車站區段徵收（整地中） - 台中捷運綠線G3站 - 臺鐵臺中線高架橋 - 臺鐵臺中線松竹車站 北屯路 | 二段 - 舊社公園 - 臺中市政府警察局第五分局松安派出所 柳川 - 新光銀行松竹分行 - 松竹寺 - 台中市北屯區松竹國小 昌平路二段 - 北屯賴氏宗祠（五美堂） - 臺中市政府警察局第五分局 - 北屯區行政大樓（北屯區公所、北屯區戶政事務所） 崇德路二段、三段 三段 - 臺中市第十四期市地重劃區 - 台中巨蛋預定地 環中路一段，接14 北屯二北屯二交流道 |